# Liste des fontaines du 13e arrondissement de Paris

Cet article recense les fontaines du 13e arrondissement de Paris, en France.

## Statistiques
Aucune fontaine n'est protégée au titre des monuments historiques : 

## Liste
| Fontaine                                    | Localisation                                                              | Coordonnées                 | Auteur(s)                                                  | Date      | Illus. |
| ------------------------------------------- | ------------------------------------------------------------------------- | --------------------------- | ---------------------------------------------------------- | --------- | ------ |
| Fontaine Arago                              | Square Arago 69 boulevard Arago                                           | 48° 50′ 07″ N, 2° 20′ 44″ E | César Domela (sculpteur)                                   | 1990      |        |
| Fontaine artésienne de la Butte-aux-Cailles | Place Paul-Verlaine                                                       | 48° 49′ 40″ N, 2° 21′ 10″ E |                                                            | 1999      |        |
| La Danse de la fontaine émergente           | Place Augusta Holmes 14 rue Paul-Klee                                     | 48° 50′ 21″ N, 2° 22′ 14″ E | Chen Zhen Xu Min                                           | 2008      |        |
| Fontaine à l'Outre                          | Rue de la Pointe-d'Ivry Jardin Baudricourt                                | 48° 49′ 23″ N, 2° 21′ 51″ E | Claude Mary                                                | 1985      |        |
| Fontaine Héloïse et Abélard                 | 22 Rue Pierre-Gourdault Square Héloïse-et-Abélard                         | 48° 49′ 53″ N, 2° 22′ 13″ E | Thierry Laverne (paysagiste) Philippe Raguin (paysagiste)  | 1991      |        |
| Fontaine Juan Miro                          | Rue Gandon Jardin Joan-Miró                                               | 48° 49′ 13″ N, 2° 21′ 37″ E | Pierre Gangnet (architecte)                                | 1990-1993 |        |
| Fontaines Michelet                          | Square Michelet Jardin Michelet (entre la rue de Tolbiac et la rue Wurtz) | 48° 49′ 33″ N, 2° 20′ 35″ E | François Soulier (architecte) Michel Péna (paysagiste)     | 1989      |        |
| Fontaines du Moulin de la Pointe            | 166, avenue d'Italie Jardin du Moulin-de-la-Pointe - Paul Quilès          | 48° 49′ 15″ N, 2° 21′ 26″ E | Gilles Vexlard (architecte) Laurence Vacherot (architecte) | 1990-1992 |        |
| Fontaine du Parc de Choisy                  | Avenue de Choisy Parc de Choisy                                           | 48° 49′ 40″ N, 2° 21′ 36″ E |                                                            | 1953      |        |
| Bassins du Parc Kellermann                  | Boulevard Kellermann Parc Kellermann                                      | 48° 49′ 07″ N, 2° 21′ 22″ E |                                                            | 1970      |        |
| Fontaine de la place d'Italie               | Place d'Italie                                                            | 48° 49′ 53″ N, 2° 21′ 20″ E |                                                            |           |        |
| Fontaine Souham                             | Place Souham                                                              | 48° 49′ 43″ N, 2° 22′ 04″ E | Alberto Guzmán                                             | 1983      |        |
| Fontaine du square Hélène Boucher           | Square Hélène-Boucher                                                     | 48° 49′ 07″ N, 2° 21′ 37″ E |                                                            | 1991      |        |
| Fontaine Millénaire                         | 63 quai François-Mauriac                                                  | 48° 50′ 08″ N, 2° 22′ 32″ E | Radi Designers                                             | 2000      |        |